# Casa dolce casa (serie televisiva 1992)
Casa dolce casa è una sitcom andata in onda su Canale 5 dal 1991 al 1994, i cui protagonisti sono Gianfranco D'Angelo e Alida Chelli; è tutta ambientata all'interno di un appartamento, in cui si svolgono le vicende di una famiglia.
La serie è stata più volte replicata, da Canale 5, Rete 4, Iris, Mediaset Extra e Twentyseven.

## Trama
La serie è ambientata in casa Bonetti (terzo piano, interno cinque, a volte interno nove), la cui famiglia è così composta: papà Marco (Gianfranco D'Angelo), mamma Sofia (Alida Chelli) e due figli, la studentessa ambientalista Chiara (Daniela D'Angelo) ed il piccolo Giulio (Oreste Di Domenico); costante presenza nella vita della famiglia è Pietro (Enzo Garinei) il portiere del condominio e la vicina Julie (Wendy Windham).
Dalla terza stagione entrerà in scena il personaggio di Filippo (Massimo De Ambrosis), giovane Conte della famiglia di nobili decaduti dei Coreinmano, che sposerà Chiara.

## Studi di registrazione
La serie veniva girata negli Studi Link Up di Milano, in viale Col di Lana 6/A, oggi dismessi e riconvertiti in abitazioni.

## Episodi
| Stagione         | Episodi | Prima TV  |
| ---------------- | ------- | --------- |
| Prima stagione   | 20      | 1991/1992 |
| Seconda stagione | 20      | 1992/1993 |
| Terza stagione   | 20      | 1993/1994 |

## Guest Star
- Nell'episodio "Il critico d'arte" partecipa Gian nei panni del gallerista d'arte Marini; nell'episodio "Un divorzio alla Bonetti" nei panni del dottor Marini; nell'episodio "Se ci sei batti un colpo" nei panni del principe Aurelio Goffredo De Profundis, mago, cultologo, parapsicologo e chiropratico; nell'episodio "Un autore "di peso"", nei panni del dottor San Pancrazio e nell'episodio "Il paradiso può attendere" nel ruolo del Maestro Clarino, capo di una setta. Nell'episodio "La ruota della fortuna" interpreta il Cavalier Saltorini, napoletano specializzato in sistemi di gioco. Nell'episodio "Regali di Natale" ha il ruolo di Nando, il ladro-fotografo, finto Babbo Natale. Nell'episodio "Vigilantes" ha sempre il ruolo di Nando, il ladro stavolta travestito da guardia. Nell'episodio "Vento dell'est", interpreta Pope, il finto prete ortodosso.
- Nell'episodio "La sorella di papà" partecipano Aurora Banfi nei panni della signora Marrini ed Ettore Conti nel ruolo del segretario del partito.
- Nell'episodio "Una giornata con..." partecipa Susanna Messaggio nei panni di sé stessa.
- Nell'episodio "Studio cercasi" partecipa Claudio Bisio nei panni del dottor Cipressi, lo psicanalista di Marco e di sua moglie Sofia (Alida Chelli).
- Nell'episodio "La mazzetta" partecipa Ric nei panni del signor Parsi.
- Nell'episodio "Topo d'appartamento" partecipa Aldo Ralli nel ruolo del maestro di Giulio. Nell'episodio "Un'eredità coi fiocchi" interpreta Mr.Smith, un notaio scozzese. Nell'episodio "Cerco lavoro" interpreta l'ingegner Eugenio Benedetti, il consulente finanziario. Nell'episodio "Fisco per fiasco" ha il ruolo del capitano della Finanza Valli.
- Nell'episodio "Canditi preziosi" partecipano Mario e Pippo Santonastaso nel ruolo dei ladri.
- Nell'episodio "Sarò madre", "Donna in carriera" e "Pulizie pasquali" partecipa Stefano Masciarelli nei panni del gay Enrico Marcelli. Nell'episodio "Il triangolo no" interpreta Ernesto, il "PT", l'istruttore personale da palestra di Sofia (Alida Chelli).
- Nell'episodio "Il paradiso può attendere" compare l'altra figlia di Gianfranco D'Angelo, Simona D'Angelo, nei panni di Amanda, l'assistente del Maestro Clarino (Gian). Nell'episodio "La ruota della fortuna" interpreta la dottoressa De Biase, l'assistente del Cavalier Saltorini (Gian). Nell'episodio "Regali di Natale" ha il ruolo di Amanda, la ladra, vestita da renna. Nell'episodio "Vigilantes" ha sempre il ruolo di Amanda, la ladra stavolta travestita da guardia complice di Nando (Gian). Nell'episodio "Vento dell'est", interpreta Irina, la finta profuga dell'est. Nell'episodio "Canzoni stonate", interpreta Iris Bozzi, "l'usignolo del Tufello", una cantante.
- Nell'episodio "Tutta colpa della gelosia" partecipano Maria Cristina Heller nei panni di Fiorenza, l'avvocato, anche maestra di ballo e Alarico Salaroli, nel ruolo di suo marito.
- Nell'episodio "Fiocco azzurro" partecipa Gea Lionello nei panni di Cristina, l'amica di Chiara (Daniela D'Angelo).
- Nell'episodio "Vento dell'est", partecipa Andrea Garinei, figlio di Enzo Garinei, nel ruolo della guardia. Nell'episodio "Fisco per fiasco" ha il ruolo del dottor Andreini, il collega del capitano della Finanza, Valli (Aldo Ralli).
- Nell'episodio "La cappella sistina", partecipano Luca Sandri nei panni dell'architetto e Luis Molteni nei panni del chirurgo plastico.
- Nell'episodio "Canzoni stonate", partecipano Nicola De Buono nei panni del signor Besuzzi, l'organizzatore del Festival musicale, Aurora Banfi nei panni di Iside, la madre di Iris Bozzi, "l'usignolo del Tufello" (Simona D'Angelo), una cantante e Augusto Righetti nel ruolo di un condomino.
- Nell'episodio "Mi ritorni in mente", partecipa Natasha Stefanenko nei panni del ricordo di Claudia Riccardi, una vecchia compagna di scuola di Marco.

## Curiosità
- Ogni puntata di Casa dolce casa è costata circa 180 milioni di Lire.
- Oreste Di Domenico è noto per l'imitazione della voce di Luciano Pavarotti al programma della Rai "Stasera mi butto".